# Андон Попставрев
Андон Попставрев (изписване до 1945 година: Андонъ попъ Ставревъ) е български предприемач и революционер, деец на Вътрешната македоно-одринска революционна организация и Вътрешната македонска революционна организация.

## Биография
Андон Попставрев е роден в 1869 година в Енидже Вардар (Па̀зар), тогава в Османската империя, днес Яница в Гърция. Получава образование в родния си град и се занимава с търговия. Междувременно членува във ВМОРО. Убит е от гъркомани от Зорбатово. Това става при едно пътуване с брат му Димитър Попставрев с файтон от Солун към Енидже Вардар, когато са предадени от каращият ги Димитър Плакатуров. Физическият убиец на Андон е Лагонас, а Димитър успява да се спаси. Трупът на Андон е прибран от видните българи от Енидже Вардар и след това е погребан тържествено от цялото българско множество в града.